# Geek Attitude Games
Geek Attitude Games est éditeur de jeux de société belge situé à Bruxelles,,.

## Histoire
L'éditeur Geek Attitude Games est créée en mai 2014 par Étienne Espreman, Fabrice Beghin et Frédéric Delporte. C'est à l'occasion de la création de leur jeu Essen, The Game qu'ils ont monté leur entreprise.

## Catalogue
Depuis 2014, plusieurs jeux ont été édité grâce à la maison d'édition belge, :
- 2014 : Essen The Game, de Fabrice Beghin, Frédéric Delporte et Etienne Espreman, illustré par Cyrille Breuil (Récompense : Prix Ludinord - Stratégie)
- 2015 : Taverna, de Karl Marcelle, illustré par Jonathan Hartert
- 2016 : Crisis, de Pantelis Bouboulis et Sotirios Tsantilas, illustré par Anthony Cournoyer
- 2016 : Not alone, de Ghislain Masso, illustré par Sébastien Caiveau
  - 2017 : Not alone - Exploration, de Ghislain Masso, illustré par Sébastien Caiveau
  - 2020 : Not alone - Sanctuary, de Ghislain Masso, illustré par Sébastien Caiveau
- 2017 : Pocket Ops, de Brandon Beran, illustré par Josh Cappel
- 2018 : Dicium, de Joachim Thome, illustré par Pascal Quidault
- 2018 : Kitchen Rush, de Dávid Turczi et Vangelis Bagiartakis, illustré par Gong Studios
  - 2018 : Kitchen Ruch - Piece of cake, de Dávid Turczi et Vangelis Bagiartakis, illustré par Bartłomiej Kordowski
- 2019 : Bruxelles 1897, d'Étienne Espreman, illustré par Vincent Joassin[7],[8]
- 2019 : Sherlock - Dernier appel, de Josep Izquierdo et Marti Lucas, illustré par Alba Aragon
- 2021 : Aquarena, de Baptiste Le Corre, illustré par Vidu
- 2022 : Pessoa, de Orlando Sá, illustré par Marina Costa
- 2023 : Bruxelles 1893 - Belle époque, d'Étienne Espreman, illustré par Ammo[9]
- 2024 : Babylon, de Olivier Grégoire, illustré par The Creation Studio[10]